# Taiping (socken i Kina, Liaoning)
Taiping (kinesiska: 太平) är en socken i Kina. Den ligger i provinsen Liaoning, i den nordöstra delen av landet, omkring 130 kilometer nordost om provinshuvudstaden Shenyang.
Genomsnittlig årsnederbörd är 1 061 millimeter. Den regnigaste månaden är augusti, med i genomsnitt 233 mm nederbörd, och den torraste är januari, med 10 mm nederbörd.